# Ali Mueller
Alison „Ali“ Mueller ist eine US-amerikanische Schauspielerin und Filmproduzentin.

## Leben
Mueller sammelte erste schauspielerische Erfahrungen als Statist in der Seifenoper All My Children. Sie besuchte die Texas A&M University, die sie mit dem Bachelor of Arts verließ. Nach The Castle von 2013 folgten mit Ophelia, Hartley und Marie drei Kurzfilme, wo sie als Schauspielerin und Produzentin in Erscheinung trat: Ophelia, wo sie die Hauptrolle übernahm, wurde am 12. Juli 2016 auf dem Revelation Perth International Film Festival und Hartley am 24. März 2017 auf dem Black Warrior Film Festival uraufgeführt. Im Fernsehfilm Category 5 war sie in einer Nebenrolle zu sehen.

## Filmografie

### Schauspieler
- 2011: The Representative
- 2013: The Castle (Mini-Fernsehserie)
- 2014: Category 5 (Fernsehfilm)
- 2015: Sleepless Nights (Kurzfilm)
- 2015: To Live Forever (Kurzfilm)
- 2016: Ophelia (Kurzfilm)
- 2017: Hartley (Kurzfilm)
- 2018: Marie (Kurzfilm)
- 2019: What Looks Back (Kurzfilm)

### Produzent
- 2013: The Castle (Mini-Fernsehserie)
- 2016: Ophelia (Kurzfilm)
- 2017: Hartley (Kurzfilm)
- 2018: Marie (Kurzfilm)